# Aşağısüphan, Adilcevaz
Aşağısüphan là một xã thuộc huyện Adilcevaz, tỉnh Bitlis, Thổ Nhĩ Kỳ. Dân số thời điểm năm 2011 là 994 người.